# РК Атлетико Мадрид (1950−1994)
РК Атлетико Мадрид (шп. Club Atlético de Madrid) је био шпански рукометни клуб из Мадрида. Клуб је основан 1950. и постојао је све до 1994. када је угашен због финансијких проблема. Од 1960-их па до 1980-их је спадао у најјаче шпанске клубове, а главни ривали су му били Барселона, Гранољерс и Калписа.
Домаће утакмице клуб је играо у Спортском центру Антонио Магарињос.

## Историја
Тренери Доминго Барсенас, Хуан де Диос Роман и Ђорди Алварез довели су клуб до освајања 11 титула првенства Шпаније, 10 купова Шпаније и 2 суперкупа Шпаније. Клуб није успео да освоји неку међународну титулу иако је играо финале два Европска такмичења. У сезони 1984/85. је поражен у финалу Купа европских шампиона од Металопластике, а такође је у сезонама 1979/80. и 1985/86. играо полуфинале овог такмичења. Следеће је било финале ЕХФ купа у сезони 1986/87., када је бољи био Гранитас Каунас.
На крају сезоне 1991/92. председник клуба Хесус Жил одлучио је да угаси секцију због економског дефицита. Група људи везана уз клуб преузела је управљање, клуб је продат и премештен у Алкобендас.
У овом граду је играо две сезоне, улази у АСОБАЛ лигу као Атлетико Мадрид Алкобендас, задржавајући боје и симболе клуба, али са јасним спортским и економским пропадањем.
Последња два тренера су била Пако Париља 1992/93. и и Луис Карлос Торескуса у сезони 1993/94, али је клуб ипак угашен 1994. године.
Године 2005. председник спортског клуба Атлетико Мадрид показао је интерест за оснивање рукометне секције, а требало је да купи права на неки клуб из АСОБАЛ лиге или да крене са новим клубом из Прве Б лиге, другог ранга такмичења, али на крају ништа није урађено о том питању.
У јулу 2011. због финансијских проблема Сијудад Реала и након серије преговора са челницима Атлетико Мадрида, Сијудад Реал (који је у међувремену преименован у Нептуно) је премештен у Мадрид и име му је промењено у Атлетико Мадрид. Нови клуб нема директне везе са старим Атлетико Мадридом, који је угашен 1994.

## Успеси

### Национални
- Првенство Шпаније:

Првак (11): 1951/52, 1953/54, 1961/62, 1962/63, 1963/64, 1964/65, 1978/79, 1980/81, 1982/83, 1983/84, 1984/85.
Вицепрвак (13): 1955/56, 1958/59, 1960/61, 1965/66, 1966/67, 1969/70, 1971/72, 1973/74, 1975/76, 1976/77, 1977/78, 1981/82, 1985/86.
- Куп Шпаније:

Освајач (10): 1961/62, 1962/63, 1965/66, 1966/67, 1967/68, 1977/78, 1978/79, 1980/81, 1981/82, 1986/87.
Финалиста (7): 1969/70, 1972/73, 1975/76, 1979/80, 1983/84, 1984/85, 1990/91.
- Суперкуп Шпаније:

Освајач (2): 1986, 1988.

### Међународни
- Куп европских шампиона:

Финалиста (1): 1984/85.
Полуфиналиста (2): 1979/80, 1985/86.
- ЕХФ куп:

Финалиста (1): 1986/87.